# Čertovina
Čertovina je vesnice a část města Hlinsko v okrese Chrudim. Nachází se asi tři kilometry severovýchodně od Hlinska. Prochází zde silnice I/34. Čertovina leží v katastrálním území Hlinsko v Čechách o výměře 12,27 km².

## Historie
První písemná zmínka o vesnici pochází z roku 1837.

## Galerie

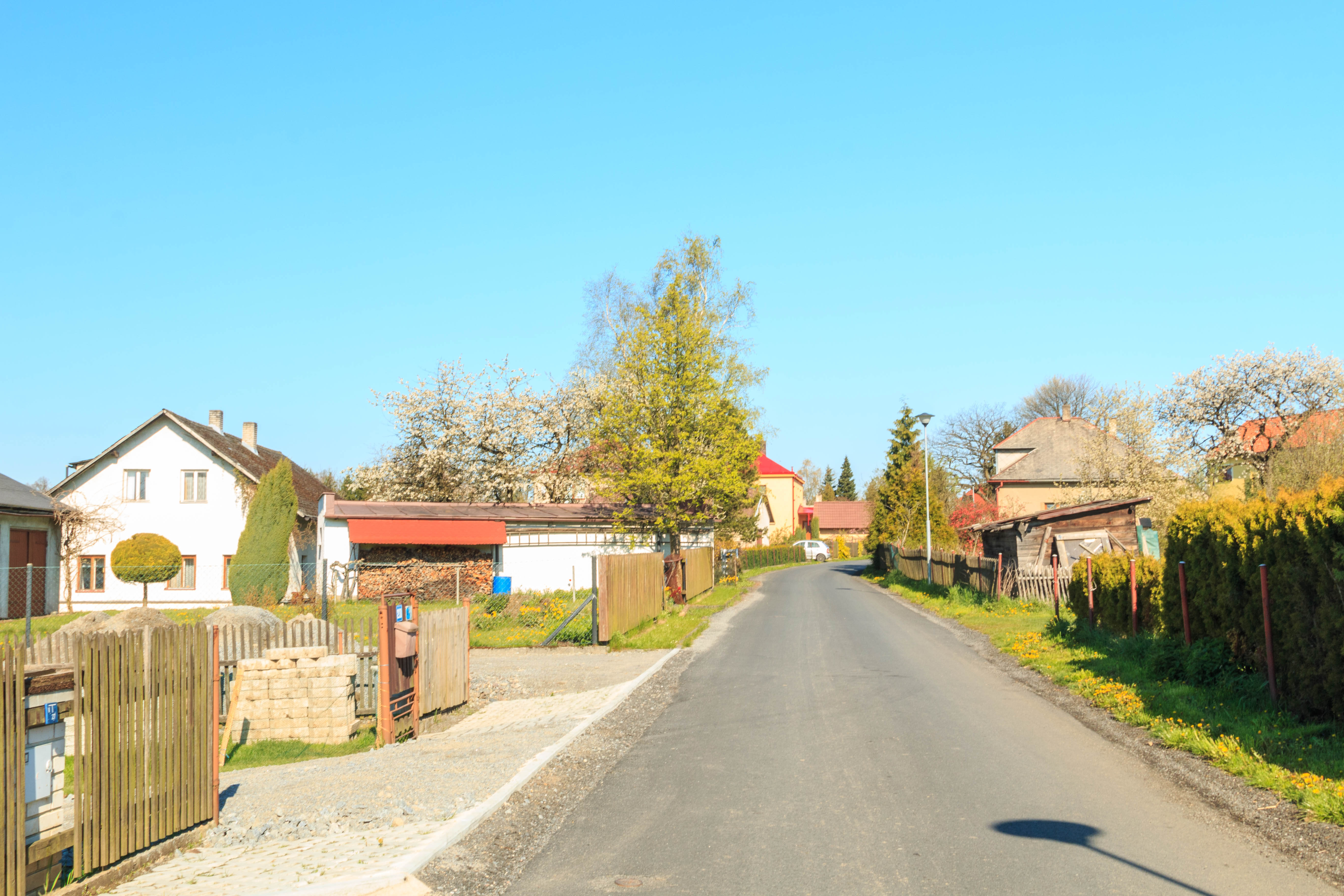
Čertovina čp. 460
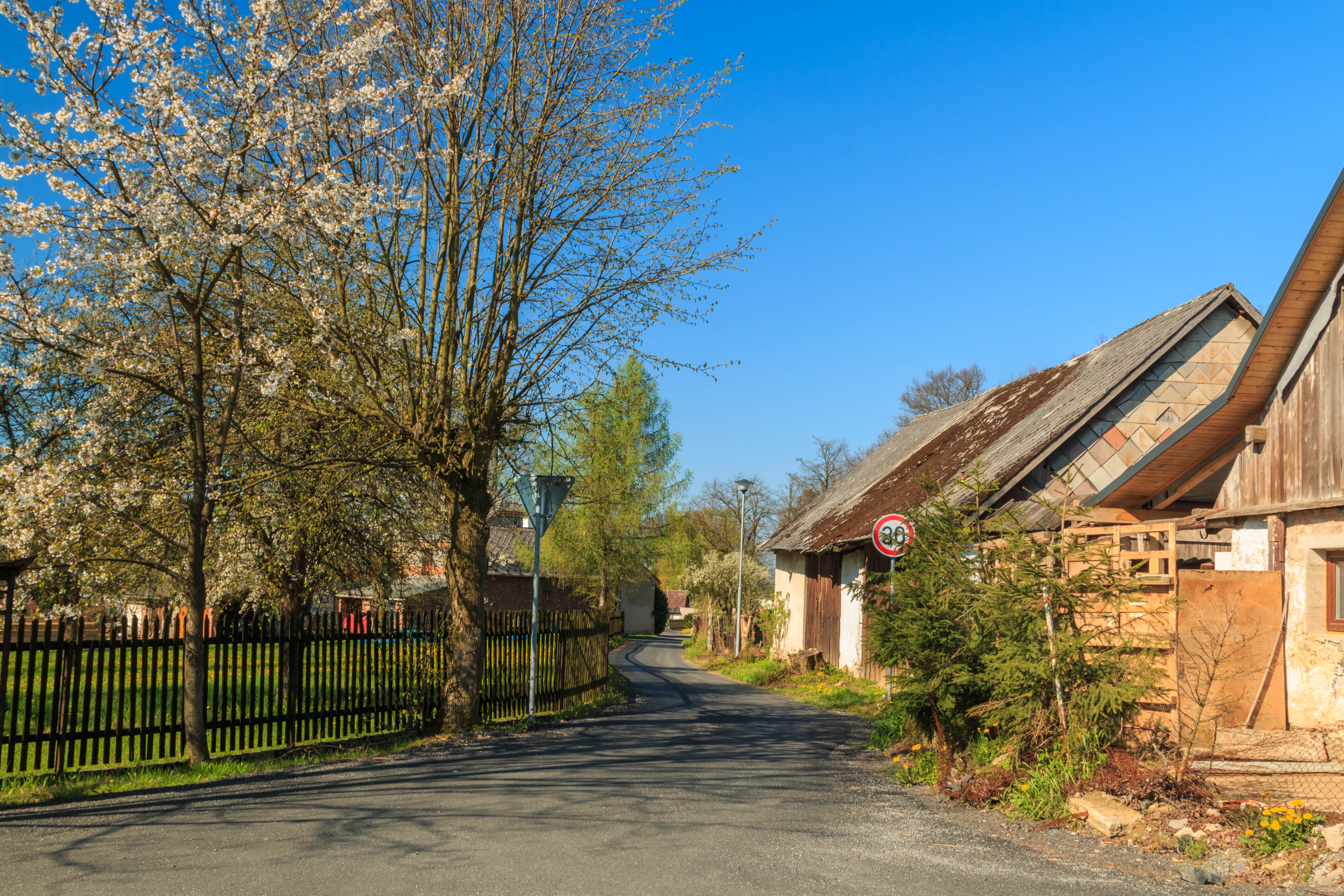
Čertovina čp. 540
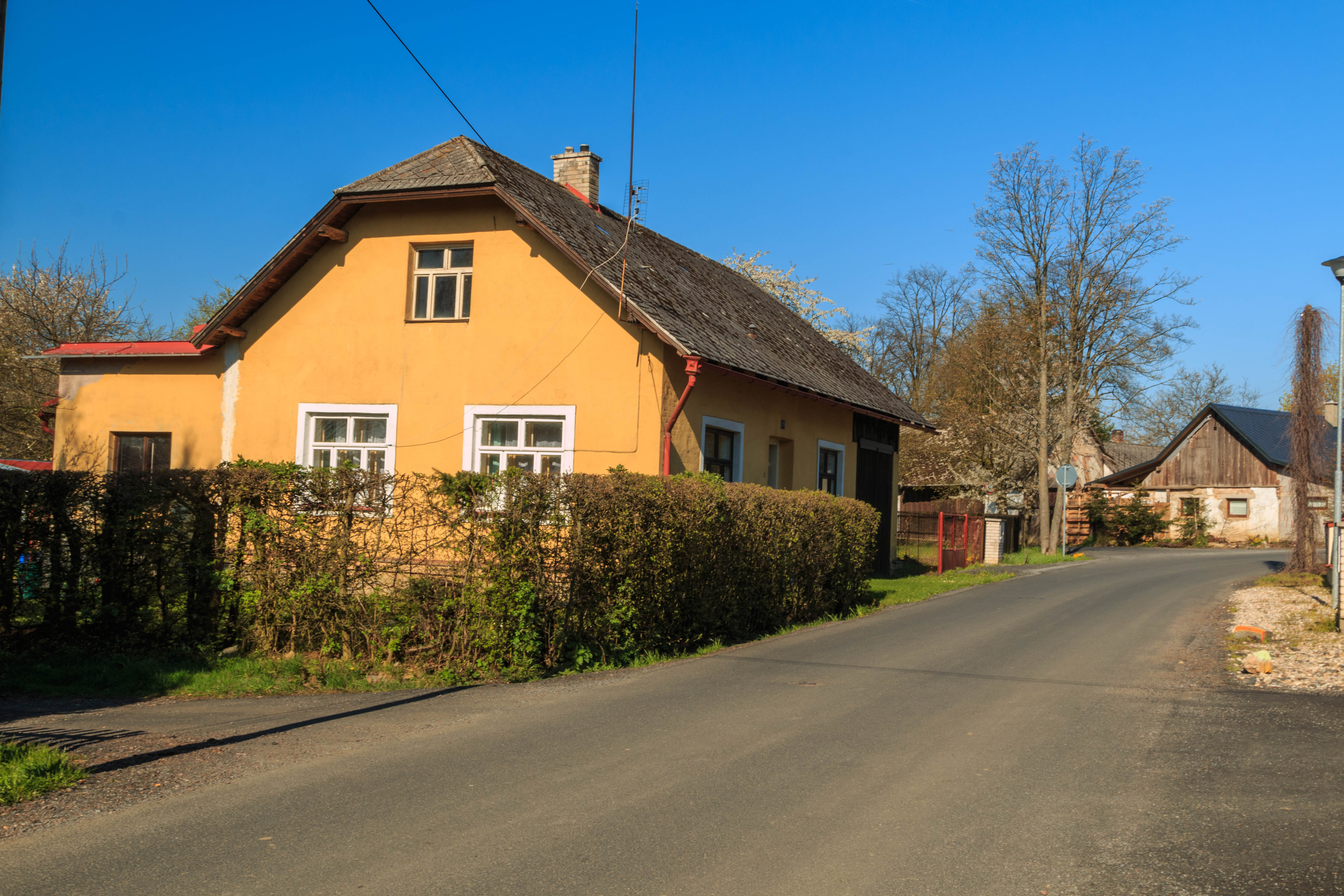
Čertovina čp. 511